# Kulu Kuta
Kulu Kuta is een bestuurslaag in het regentschap Bireuen van de provincie Atjeh, Indonesië. Kulu Kuta telt 494 inwoners (volkstelling 2010).